# Česká asociace asistenčních společností
Česká asociace asistenčních společností (zkráceně ČAAS) je organizace, která zajišťuje, že všichni její členové poskytují kvalitní asistenční služby k povinnému ručení a havarijnímu pojištění. 
ČAAS také stanovuje etické normy chování  mezi asistenčními společnostmi, poskytovateli technických služeb a klienty ve svém etickém kodexu.
Cílem České asociace asistenčních společností je také bojovat proti tzv. „lovcům nehod“. Jde o firmy, které cíleně vyhledávají dopravní nehody, přijedou na její místo a nabízí vlastní asistenční služby, které jsou však často předražené.
Zaměstnanci tří call center smluvních asistenčních společností také obsluhují Linku pomoci řidičům 1224, což je společný projekt s Českou kanceláří pojistitelů, která linku provozuje.

## Členové asociace
Členem se může stát právnická osoba, která podniká v oblasti asistenčních služeb a zároveň splňuje zákonné povinnosti platné legislativy ČR, dodržuje stanovy ČAAS a uhradí každoročně členský poplatek.
Členové České asociace asistenčních společností jsou:
- AXA Assistance,
- EuroAlarm Assistance Prague,
- Europ Assistance Česká republika,
- Global Assistance,
- Mondial Assistance,
- ČP Asistence.